# Wassermann radar
Wassermann var en langtrækkende tysk luftvarslingsradar, produceret af GEMA. Den blev anvendt under 2. Verdenskrig, blandt andet i Blåvandshuk. Den fandtes i syv versioner, hvor de vigtigste var Wassermann-S (schwer),  og Wassermann-L (leicht). Radaren var beregnet til tidlig opdagelse af mål, dvs. den havde en lang rækkevidde, men havde til gengæld lidt dårligere nøjagtighed (sammenlignet med f.eks. Würzburg radar). 

## Udvikling
Radarens mest karakteristiske del var et højt, drejeligt metaltårn, der bar antennen. Den var en videreudvikling af Freya, hvor man forbedrede antennen væsentligt for at få større rækkevidde og pejlenøjagtighed, men kun lavede mindre ændringer af de elektroniske kredsløb. Wassermann blev udviklet af firmaet GEMA fra 1942 under ledelse af  Theodor Schultes.
- FuMG.41 Wassermann L („leicht“) var en sammenkobling af fire Freya-antenner over hinanden på en 40 meter høj, drejelig gittermast.
- En videreudvikling var FuMG.42 Wassermann S („schwer“). Her var 8 Freya-antenner koblet sammen, to og to ved siden af hinanden og fire over hinanden, monteret på en 60 meter høj rørmast. Wasserman S fandtes 3 steder i Danmark. I Skagen (Schakal), ved Ringkøbing (Ringelnatter) og i Nørre Vorupør (men hørte under Habicht i Hjardemål).[3]

Sammensætningen af antennerne resulterede i en mere samlet (smallere) stråle, der gav bedre nøjagtighed med samme effekt.

## Tekniske data
- Søgeområde, mekanisk rotation over 360°[4]
- Frekvens: 120-250 MHz MHz[2]
- PRF: 500 MHz
- Pulslængde: 2-3 µs
- Teoretisk rækkevidde: 300 km[2]
- Sendeeffekt: 100 kW[2]
- Typisk rækkevidde 80–200 km, afhængigt af målets flyvehøjde[4]

Flyvehøjde  rækkevidde
50 m   35 km
6.000 m  190 km
- Afstandsdiskrimination: 300-450 m

• Højdebestemmelse mulig 
- Opdagelse af højtflyvende mål sandsynligvis mulig op til 12.000 m[4]
- Vægt: 30–60 t[4]
- Mastehøjde: 37–57 m[4]
- Mastebredde 6–12,40 m[4]
- Identification Friend or Foe mulig med Erstling[4]